# Заглодье
Заглодье — посёлок в Красногорском районе Брянской области России. Входит в состав Красногорского городского поселения.

## География
Посёлок находится в западной части Брянской области, в зоне хвойно-широколиственных лесов, в пределах восточной окраины Полесской низменности, к северу от автодороги 15К-1302, на расстоянии примерно 3 километров (по прямой) к востоку от посёлка городского типа Красная Гора, административного центра района. Абсолютная высота — 148 метров над уровнем моря.

### Климат
Климат характеризуется как умеренно континентальный. Среднегодовая многолетняя температура воздуха составляет 10 °С. Средняя температура воздуха самого тёплого месяца (июля) — 23,9 °C (абсолютный максимум — 32 °C); самого холодного (января) — −3,8 °C (абсолютный минимум — −25 °C). Безморозный период длится в среднем 170—190 дней. Среднегодовое количество атмосферных осадков составляет 550—600 мм.

### Часовой пояс
Посёлок Заглодье, как и вся Брянская область, находится в часовой зоне МСК (московское время). Смещение применяемого времени относительно UTC составляет +3:00.

## История
Упоминается с 1920-х годов (также назывался Краснодубровск). 
До 1954 в Морозоворучейском, Дубенецком сельсовете; 
в 1954-2005 в Батуровском сельсовете.

## Население
| 2010 | 2013 |
| ---- | ---- |
| 0    | ↗1   |

### Национальный состав
60 человек (1926), 1 человек русской национальности (2002).